# Mike Judge
Mike Judge, właściwie Michael Craig Judge (ur. 17 października 1962 w Guayaquil) – amerykański aktor, scenarzysta, reżyser filmowy, producent, autor filmów rysunkowych i muzyk. Twórca Beavisa i Butt-heada.

## Wybrana filmografia

### Reżyser
- 1993–1997; 2011: Beavis i Butt-head
- 1996: Beavis i Butt-head zaliczają Amerykę
- 1999: Życie biurowe
- 2006: Idiokracja
- 2009: Ekstrakt
- 2013: Dolina Krzemowa